# Antonio Aguilar
José Pascual Antonio Aguilar Márquez Barraza (Villanueva, Zacatecas, 17 de mayo de 1919-Ciudad de México, 19 de junio de 2007), conocido como Antonio Aguilar, fue un cantante y actor mexicano. Su discografía ha sobrepasado los 160 álbumes con ventas de más de 25 millones de copias. Al despuntar la década de los 50 debutó como actor en el cine.
Es reconocido como la persona que dio un gran impulso al deporte y talento mexicano de la charrería a nivel nacional e internacional, y es por esto que lo conocen con el apodo de El Charro de México.

## Biografía y carrera
José Pascual Antonio Aguilar Márquez Barraza nació el 17 de mayo de 1919 en Villanueva, Zacatecas. En su infancia vivió en una hacienda de Tayahua, adquirida por sus ancestros a principios del siglo XIX. La hacienda, conocida como La Casa Grande de Tayahua, fue construida en 1596. Los padres de Antonio Aguilar, Jesús Aguilar y Ángela Márquez Barraza Valle, ambos oriundos de Villanueva,  tuvieron otros seis hijos: José Roque, Salvador, Guadalupe, Luis Tomás, Mariano y Josefina. Su madre cantaba en una iglesia en Villanueva, y es ella a quien atribuye Antonio su vocación por el canto. Mariano, un tío de Antonio, intentó pagarle la carrera de aviación en Nueva York pero este le retiró su apoyo al enterarse de que había cambiado su carrera por una beca para cantantes en La Gran Manzana (Nueva York). Fue a Hollywood para estudiar canto de 1940 a 1941 y cuando empezó a trabajar en Tijuana ganaba a la semana 12 dólares. Regresó a la Ciudad de México en 1945 y al principio empezó cantando boleros pero después se cambió al traje de charro cuando estando en Puerto Rico el músico y compositor Rafael Hernández Marín El jibarito le sugirió que cantara la música vernácula ranchera, pues su tono de voz se prestaba a ese estilo de música. Recibió del Bachiller Álvaro Gálvez la oportunidad de cantar en la XEW en julio de 1950, y a partir de ahí empezó a despuntar como estrella. En los inicios de la televisión hizo para el Canal 2 el programa Música a Bordo.
Incursionó en el cine, en pequeños papeles: en 1952 obtuvo su primera parte importante, en El casto Susano; en 1953 fue contratado como actor exclusivo de Filmex: “Diez películas lleva hechas Antonio Aguilar, entre ellas dos coestelares: Un rincón cerca del cielo (1952) y Ahora soy rico (1952); las demás estelares”.
En 1956, recibió su primera oportunidad estelar, en Tierra de hombres, de Ismael Rodríguez. En su trayectoria destacaron sus múltiples comedias rancheras y su reiterada caracterización de personajes populares e históricos, como Heraclio Bernal, Pánfilo Natera, Benjamín Argumedo, Pancho Villa, Emiliano Zapata, Felipe Carrillo Puerto, Gabino Barrera, Lucio Vázquez y Elíseo Jarquin Sánchez. Igualmente, resaltó su interés por dar la oportunidad a realizadores y temas poco convencionales o alejados de la vena puramente comercial.

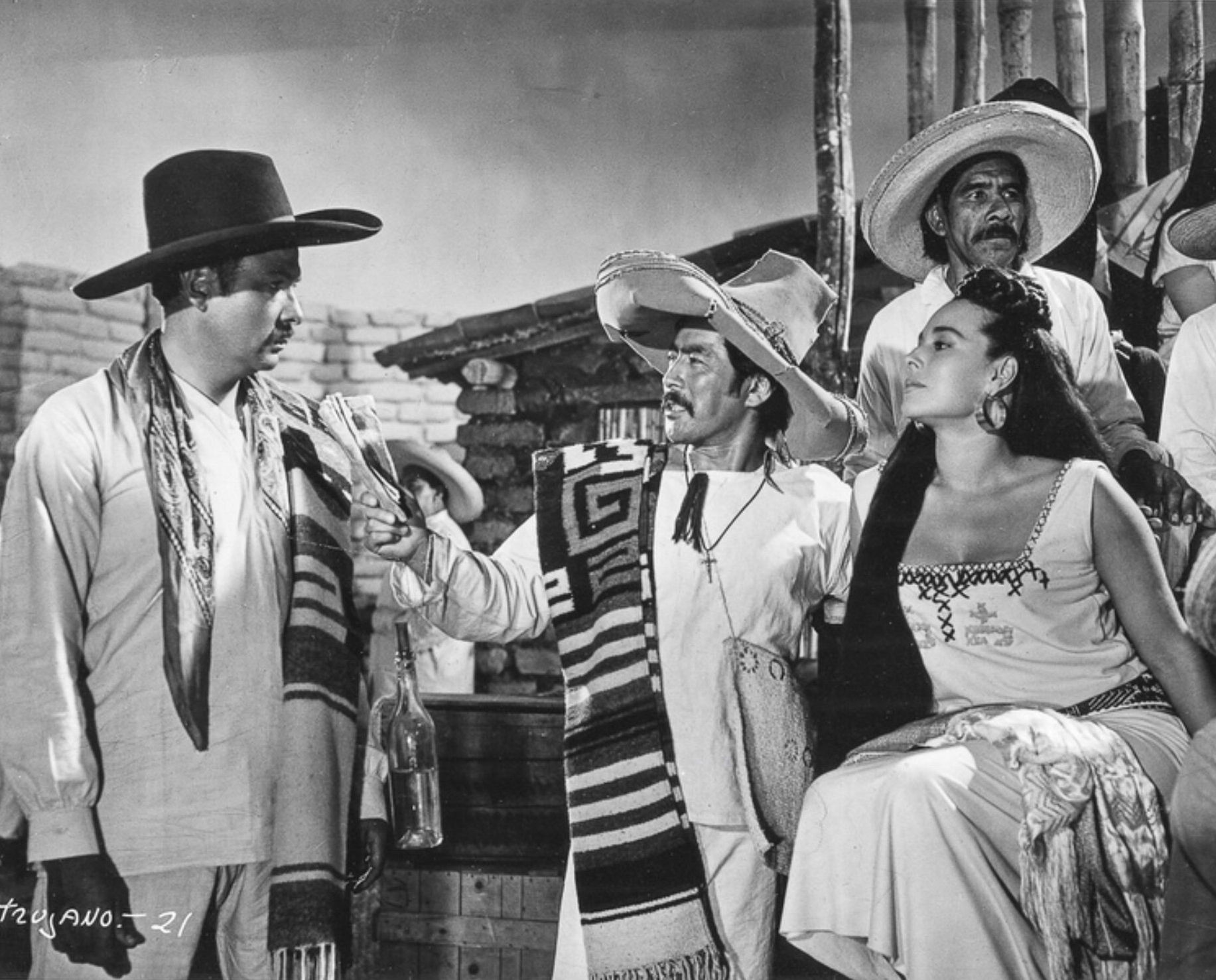
De izquierda a derecha: Aguilar, Toshirō Mifune y Flor Silvestre en Ánimas Trujano (1961).

Como actor se cuentan títulos como Ahora soy rico (1952), La cama de piedra (1958), La Cucaracha (1958), Ahí vienen los Argumedo (1961), Los hermanos Del Hierro (1961), Ánimas Trujano (1961), El alazán y el rosillo (1964), Peregrina / El asesinato de Carrillo Puerto (1973), Albur de amor (1979) y Astucia (1985).
Dentro de la veintena de filmes que produjo se encuentran El ojo de vidrio (1967), Volver, volver, volver (1975), Benjamín Argumedo / El rebelde (1978), Los triunfadores (1978), Los gemelos alborotados (1981), Noche de carnaval (1981), El tonto que hacía milagros (1982), Lamberto Quintero (1987), Triste recuerdo (1990) y La güera Chabela (1992).
En el año de 1992 grabó a dueto el corrido Bandido de amores con Joan Sebastian que resultó todo un éxito. En la contraportada del disco Bandido de amores del mismo año, el guerrerense hizo un agradecimiento especial al Charro de México.
Hasta la fecha, Antonio Aguilar ha sido el único hispano en llenar el Madison Square Garden de Nueva York en seis noches consecutivas. Cuenta con su estrella en el Paseo de la Fama de Hollywood, más precisamente en el número 7060 de Hollywood Boulevard.

## Vida personal
Aguilar y la famosa cantante Guillermina Jiménez «Flor Silvestre», su segunda esposa, se conocieron por primera vez en 1950 cuando él cantaba en Increíble pero cierto, un programa radiófonico de Flor Silvestre en la XEW. Para ese tiempo, Flor ya era una exitosa intérprete de la canción ranchera con varios años de trayectoria, y Antonio iniciaba su carrera como bolerista de radio. En ese programa, Flor cantaba rancheras y Antonio cantaba boleros, arias de ópera o canciones de María Grever.
Aguilar conoció a su primera esposa, la bailarina y actriz Otilia Larrañaga Villarreal, en la emisora XEW-TV en 1952. Compartieron créditos en las películas Mi papá tuvo la culpa (1953) y Reventa de esclavas (1954). Se divorciaron algunos años después.
Antonio Aguilar filmó La huella del chacal, su primera película con Flor Silvestre, en 1955. La relación sentimental entre ambos artistas inició durante el rodaje de la película La rebelión de la sierra en 1957. Se casaron por el civil en 1959, y en 1960 nació el primogénito, el cantante y actor Antonio Aguilar, hijo. El segundo hijo, el cantante y actor Pepe Aguilar, nació en 1968.

### Muerte
El 5 de junio de 2007, fue internado en un hospital de Ciudad de México, debido a una infección pulmonar. Después de 14 días de hospitalización, el 19 de junio de 2007, Aguilar falleció a los 88 años de edad, a causa de complicaciones de una neumonía. Su cuerpo fue enterrado en un mausoleo en el «Rancho de Antonio Aguilar, El Soyate», ubicado en Zacatecas.

## Discografía
La discografía original no se conoce como tal, ya que muchas canciones por iniciativa de Discos Musart se incluyeron en recopilaciones hechas en años más recientes y hasta la fecha no se ha relanzado la discografía como tal ni tampoco ha aportado la lista relacionada.
| - Tres días (2006) - Vivo en México (2006) - Amor del alma (2006) - Las cartas de Antonio Aguilar (2005) - Rancheras con mariachi (2005) - Joyas (2005) - La crema de la crema (2005) - El único (2004) - Vamos al palenque (2001) - Más caballos (2001) - Peregrina (2001) - Canciones de vacile (2001) - Éxitos norteños (2001) - Frente a frente (2001) - Corridos (2001) - Colección de oro de Antonio Aguilar (2000) - 20 súper éxitos (2000) - 15 éxitos con tambora (2000) - El tren lento (1996) - 15 éxitos con banda (1995) - 26 éxitos de Mariachi Prado Prieto de Antonio Aguilar (1995) - Éxitos con mariachi (1995) - Nadie es eterno (1995) - Toda mi vida (1994) - Con alma norteña (1994) - 15 corridos/caballos (1990) - Con banda (1986) - La mula chula (1982) - El Moro de Cumpas (1977) | - Corridos de revolución (1976) - La malagradecida (1974) - Antonio Aguilar (1970) - A caballo andan los hombres (1963) |

## Filmografía
- 1957: Pueblo quieto
- 1958: La cama de piedra
- 1958: Música, espuelas y amor
- 1959: Aquí está Heraclio Bernal
- 1959: La ley de la sierra
- 1959: Yo... el aventurero
- 1960: Dos hijos desobedientes
- 1960: Qué bonito amor
- 1961: Los hermanos Del Hierro
- 1961: El Norteño

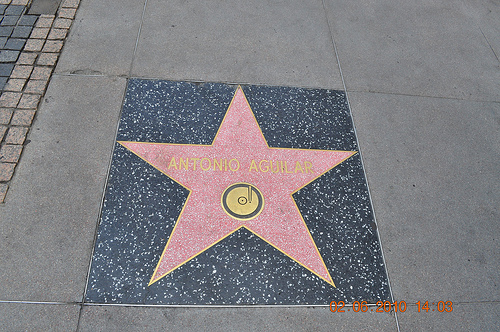
Estrella de Antonio Aguilar en el Paseo de la Fama de Hollywood.

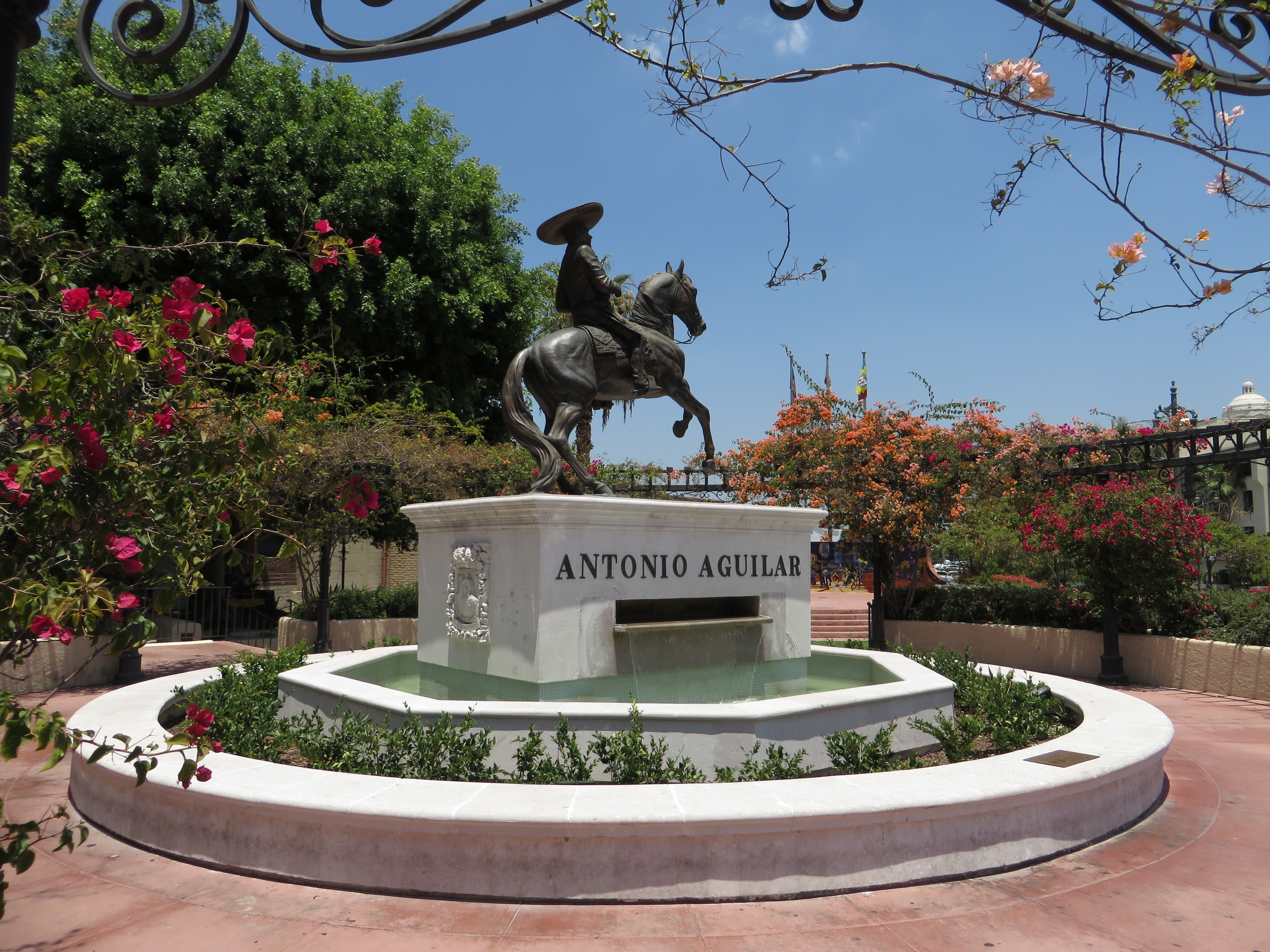
Estatua a caballo en La Placita Olvera de Los Ángeles, California, EE. UU.

- 1961: La Bala Perdida
- 1961: El jinete enmascarado
- 1962: Los Cuatro Juanes
- 1962: El caballo blanco
- 1963: Yo El Mujeriego
- 1963: Vuelve El Norteño
- 1963: Las Tres Pelonas
- 1964: El revólver sangriento
- 1964: Sol en llamas
- 1964: El justiciero Vengador
- 1965: Los alegres Aguilares
- 1965: Escuela para solteras
- 1965: Alma Llanera
- 1965: El hijo de Gabino Barrera
- 1966: El Alazán Y Enamorado
- 1967: Gabino Barrera
- 1967: Juan Colorado
- 1968: Caballo prieto azabache
- 1968: El As de Oros
- 1969: El Ojo De vidrio
- 1977: La muerte de un gallero
- 1977: El Moro de Cumpas[18]
- 1969: Lauro Puñales
- 1970: Vuelve El Ojo De Vidrio
- 1970: Emiliano Zapata
- 1970: Los Marcados
- 1971: El caballo bayo
- 1972: Lucio Vásquez
- 1973: La yegua colorada
- 1979: Mi caballo, El Cantador
- 1987: Lamberto Quintero
- 1992: El Chivo
- 1995: Bandido de amores (con Joan Sebastian)

## Premios y reconocimientos
- Premio Ariel 1997 premio especial por su invaluable contribución al cine mexicano.[19]
- Premio ACE mejor actor con la película Emiliano Zapata (1970).[20]